# طوني بول
طوني بول (بالإنجليزية: Tony Bull)‏ هو لاعب كرة قدم أسترالية أسترالي، ولد في 24 مايو 1930.

## وصلات خارجية
- طوني بول على موقع AustralianFootball.com (الإنجليزية)
- طوني بول على موقع AFLtables.com (الإنجليزية)